# ジェイソン・ライトマン
ジェイソン・ライトマン（Jason Reitman, 1977年10月19日 - ）は、カナダ及びアメリカ合衆国の映画監督・脚本家・映画プロデューサー。カナダとアメリカの両方の国籍を持っている。

## 生い立ち
ケベック州モントリオールで、父親で映画監督のアイヴァン・ライトマン、母親で女優のジュヌヴィエーヴ・ロベールの間に生まれる。妹のキャサリンとキャロラインは女優である。父はユダヤ系であり、チェコスロヴァキアで生まれたがホロコーストから逃れてカナダに移った。また、母はキリスト教徒でフランス系カナダ人である。子供の頃に一家でロサンゼルスに移った。ジェイソンは自身の幼年期を「敗北者で、映画オタクで、シャイだった」と語っている。1980年代後半に父親の作品にカメオ出演をし、また、製作アシスタントとして活動を始めた。彼は父の映画の編集室で多くの時を過ごし、プロセスを学んだ。
1995年にハーバード・ウェストレイク・スクールを卒業した。高校で彼は走高跳の選手であった。大学は南カリフォルニア大学に進み、卒業した。

## キャリア

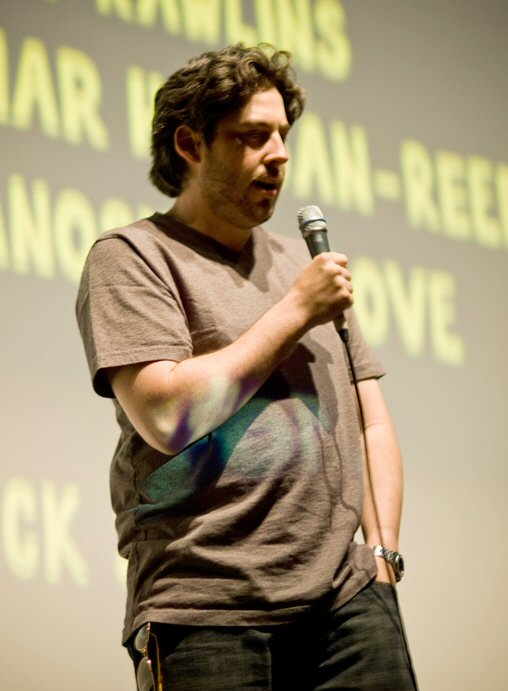
2007年のトロント国際映画祭にて。

1998年公開の短編映画『Operation』で脚本家としてデビューし、同作品はサンダンス映画祭にも出品された。その後も短編映画を製作2000年に入ると、コマーシャル製作会社テイク・アンド・パートナーズと契約し、ホンダ、任天堂、デニーズなど多数のCMを手掛けた。
2005年、クリストファー・バックリーの小説『ニコチン・ウォーズ』を原作としたライトマンの長編映画第1作目『サンキュー・スモーキング』が公開され、全世界での興行収入は3900万ドル以上に達した。また、批評的にも成功し、インディペンデント・スピリット賞では脚本賞を受賞し、ゴールデングローブ賞でも2部門で候補に挙がった。『サンキュー・スモーキング』の成功後、ライトマンは次回作は別の本の映画化であるとインタビューで語った。また彼はオリジナル企画でバックリーと共作する計画があると述べた。前者の企画は最終的に『マイレージ、マイライフ』となったが、後者は2011年10月時点で未だ実現に至っていない。
第2作『JUNO/ジュノ』は2007年のトロント国際映画祭でプレミア上映されて高い反響を得て、同年12月に公開された。同作は批評家に絶賛され、同年のアカデミー賞では作品賞などの候補となり、ライトマン自身も監督賞で挙がった。ライトマンはその他にもカナディアン・コメディ賞の監督賞など、多数の賞を受賞した。『JUNO/ジュノ』の北米での興行収入は1億4000万ドル以上に達し、彼のキャリアで最大のヒット作となり、また、『キンダガートン・コップ』以降の父の作品のどれよりも成功した作品となった。
2009年公開の『マイレージ、マイライフ』でアカデミー監督賞・脚色賞にノミネートされた。

## 私生活
2004年に脚本家のミシェル・リーと結婚し、短編映画『Consent』の脚本を共同執筆した。2006年にが長女が誕生した。2011年に離婚を申請した。

## フィルモグラフィ

### 映画
| 年   | 作品名                                                            | 役割                         | 備考                                         |
| ---- | ----------------------------------------------------------------- | ---------------------------- | -------------------------------------------- |
| 1989 | ゴーストバスターズ2 Ghostbusters II                               | 出演                         |                                              |
| 1990 | キンダガートン・コップ Kindergarten Cop                           | 出演                         |                                              |
| 1997 | ファーザーズ・デイ Fathers' Day                                   | 出演                         |                                              |
| 1998 | Operation                                                         | 監督・脚本・製作・出演       | 短編映画                                     |
| 1999 | H@                                                                | 監督・脚本・出演             | 短編映画                                     |
| 2000 | In God We Trust                                                   | 監督・脚本・製作総指揮・出演 | 短編映画                                     |
| 2001 | Gulp                                                              | 監督・脚本                   | 短編映画                                     |
| 2002 | Uncle Sam                                                         | 監督・脚本                   | 短編映画                                     |
| 2004 | Consent                                                           | 監督・脚本                   | 短編映画                                     |
| 2005 | サンキュー・スモーキング Thank You for Smoking                    | 監督・脚本                   |                                              |
| 2007 | JUNO/ジュノ Juno                                                  | 監督                         | アカデミー賞監督賞ノミネート                 |
| 2009 | ジェニファーズ・ボディ Jennifer's Body                            | 製作                         |                                              |
| 2009 | マイレージ、マイライフ Up in the Air                              | 監督・脚本・製作             | アカデミー賞監督賞・脚色賞・作品賞ノミネート |
| 2009 | CHLOE/クロエ Chloe                                                | 製作総指揮                   |                                              |
| 2010 | ウェディング・イブ 幸せになるためのいくつかの条件 Ceremony        | 製作総指揮                   |                                              |
| 2011 | ヤング≒アダルト Young Adult                                       | 監督                         |                                              |
| 2011 | ハッピーニート おちこぼれ兄弟の小さな奇跡 Jeff, Who Lives at Home | 製作                         |                                              |
| 2013 | とらわれて夏 Labor Day                                            | 監督・脚本・製作             |                                              |
| 2014 | セッション Whiplash                                               | 製作総指揮                   |                                              |
| 2014 | ステイ・コネクテッド つながりたい僕らの世界 Men, Women & Children | 監督・脚本・製作             |                                              |
| 2015 | 雨の日は会えない、晴れた日は君を想う Demolition                   | 製作総指揮                   |                                              |
| 2018 | タリーと私の秘密の時間 Tully                                      | 監督・製作                   |                                              |
| 2018 | フロントランナー The Front Runner                                 | 監督・脚本・製作             |                                              |
| 2021 | ゴーストバスターズ/アフターライフ Ghostbusters: Afterlife         | 監督・脚本                   |                                              |
| 2024 | ゴーストバスターズ/フローズン・サマー Ghostbusters: Frozen Empire | 脚本・製作                   |                                              |
| 2025 | サタデー・ナイト/NYからライブ! Saturday Night                     | 監督・脚本・製作             |                                              |

### テレビシリーズ
| 年   | 作品名                          | 役割       | 備考                               |
| ---- | ------------------------------- | ---------- | ---------------------------------- |
| 2007 | ジ・オフィス The Office         | 監督       | 第4シーズン第9話「地元のCM広告」   |
| 2008 | ジ・オフィス The Office         | 監督       | 第5シーズン第9話「トビーをハメろ」 |
| TBA  | Untitled Ghostbusters Animation | 製作総指揮 | Netflixオリジナルアニメ            |